# La pr1mera pregunta
La pr1mera pregunta fue un programa de debate, actualidad y entrevistas presentado por Lluís Guilera y María Gómez.
El programa abordaba el análisis, la reflexión y la información mediante entrevistas semanales a personajes populares, ya sea por ser actualidad o presentar uno de sus trabajos. Contaba con un amplio espectro de periodistas y tertulianos conocidos como Pilar Eyre, Carlos Latre, Pepe Colubi o Marc Giró que ayudaron a comentar en análisis cada semana.
Tras tres emisiones fue cancelado por sus discretos datos de audiencia.

## Equipo

### Presentación
- Lluís Guilera
- María Gómez

### Colaboradores
- Pilar Eyre
- Carlos Latre
- Pepe Colubi
- Marc Giró
- Henar Álvarez
- Pilar de Francisco
- Esther Jaén
- Euprepio Padula
- Bernat Dedéu
- Montse Suárez

## Episodios y audiencias
| Temporada | Temporada | Episodios | Estreno                  | Final                 | Audiencia media | Audiencia media | Audiencia media |
| Temporada | Temporada | Episodios | Estreno                  | Final                 | Espectadores    | Cuota           |                 |
| --------- | --------- | --------- | ------------------------ | --------------------- | --------------- | --------------- | --------------- |
|           | 1         | 3         | 26 de septiembre de 2020 | 10 de octubre de 2020 | 561 000         | 4,5%            |                 |

## Temporada única (2020)
| Programas emitidos | Programas emitidos       | Programas emitidos | Programas emitidos | Programas emitidos |
| N.º                | Fecha de emisión         | Invitad@           | Audiencia          |                    |
| ------------------ | ------------------------ | ------------------ | ------------------ | ------------------ |
| 1                  | 26 de septiembre de 2020 | Mónica Naranjo     | 609 000 (5,1%)     |                    |
| 2                  | 3 de octubre de 2020     | Marta Sánchez      | 572 000 (4,4%)     |                    |
| 3                  | 10 de octubre de 2020    | Mario Casas        | 502 000 (4,1%)     |                    |

     Máximo de temporada.
     Mínimo de temporada.